# Oxalis squamata
Oxalis squamata är en harsyreväxtart som beskrevs av Joseph Gerhard Zuccarini. Oxalis squamata ingår i släktet oxalisar, och familjen harsyreväxter. Inga underarter finns listade i Catalogue of Life.